# Paul Neményi
Paul Felix Nemenyi (Fiume, Reino da Hungria, Áustria-Hungria (atualmente Rijeka, Croácia), 5 de junho de 1895 – Washington, D.C., Estados Unidos, 1 de março de 1952) foi um matemático e físico húngaro, especialista em mecânica do contínuo. Conhecido por usar a chamada abordagem inversa ou semi-inversa, que aplica a análise em campo vetorial para obter diversas soluções exatas de equações não-lineares da dinâmica de gases, muitas das quais representam fluxos rotacionais de energia total não-uniforme. Seu trabalho aplicou soluções geométricas na dinâmica dos fluidos. Em mecânica do contínuo o "teorema de Nemenyi" prova que, dada uma rede de curvas isotérmicas, existe uma família com cinco parâmetros de sistemas de estado plano de tensão para os quais estas curvas são trajetórias de tensão.
O teorema das cinco constantes para determinação das trajetórias de tensão em sistemas elásticos planos foi subsequentemente provado por matemáticos posteriores.
Pai do estatístico Peter Nemenyi e provável pai do campeão mundial de xadrez Bobby Fischer. Um outro possível pai de Fischer é o biofísico alemão Hans Gerhardt Fischer.

## Biografia

### Família
Neményi nasceu em uma abastada família judaica húngara. Seu avô foi Zsigmond Neményi. Seu pai Dezső Neményi foi um dos diretores da Refinaria Rijeka (atual INA). Nemenyi frequentou a escola em Fiume (Rijeka). Graduou-se no colegial em Budapeste. O tio de Nemenyis foi o médico Ambrus Neményi, nascido em Pécel, ca. 20 km a leste de Budapeste. O nome da família foi Neumann até 1871, quando foi hungarizado para Neményi. A tia de Paul Nemenyi foi Berta Koppély (cujos pais eram Adolf Koppély (1809-1883) e Rózsa von Hatvany-Deutsch). A coleção de artes de sua família incluía obras de Gustav Klimt, Wassily Kandinsky e Henri Matisse.
Na Hungria da época estava aflorando uma geração de gênios nas ciências exatas, que foram coletivamente conhecidos como Marcianos, que incluía Theodore von Kármán (n. 1881), George de Hevesy (n. 1885), Leó Szilárd (n. 1898), Dennis Gabor (n. 1900), Eugene Wigner (n. 1902), John von Neumann (n. 1903), Edward Teller (n. 1908) e Paul Erdős (n. 1913).

### Carreira matemática
Um prodígio em matemática, aos 17 anos de idade Nemenyi venceu a competição nacional de matemática da Hungria. Nemenyi obteve um doutorado em matemática em 1922 na Universidade Técnica de Berlim, orientado por Georg Hamel e Otto Krigar-Menzel, com a tese Über die Berechnung der Schubspannungen im gebogenen Balken, onde foi indicado em seguida professor de dinâmica dos fluidos. No início da década de 1930 publicou um livro-texto sobre mecânica matemática que tornou-se leitura obrigatória em universidades da Alemanha. Foi destituído de seu cargo quando os nazistas assumir o poder, e também teve de abandonar a Hungria quando leis anti-semíticas foram promulgadas, conseguindo trabalho por um tempo em Copenhague.
Chegou nos Estados Unidos no início da Segunda Guerra Mundial. Teve por curtos períodos alguns cargos de professor e participou em pesquisa hidráulica na Universidade de Iowa. Em 1941 foi indicado instrutor da Universidade do Colorado em Boulder, e em 1944 do State College of Washington.
Na Alemanha Nemenyi foi filiado a um partido socialista chamado Internationaler Sozialistischer Kampfbund, que defendia que a verdade poderia ser alcançada através dos princípios socráticos neo-kantianos. Foi um defensor dos direitos dos animais, um vegetariano rigoroso e se recusava a usar qualquer coisa feita de lã. Em 1930 Nemenyi confiou seu primeiro filho de 3 anos, Peter Nemenyi, a ser cuidado pela comunidade vegetariana socialista, visitando-o uma vez por ano.
Theodore von Kármán escreveu sobre Nemenyi: "Quando ele chegou a este país, ele foi a reuniões científicas de camisa aberta sem gravata e ficou muito desapontado quando o aconselhei a se vestir como qualquer outra pessoa. Ele me disse que achava que aquilo era um país de liberdade, e o homem só é julgado de acordo com seus valores internos e não com sua aparência externa".
Em 1947 Nemenyi foi indicado um físico no Naval Ordnance Laboratory, em White Oak, Maryland. Foi diretor da Theoretical Mechanics Section do laboratório e uma das autoridades principais do país sobre elasticidade e dinâmica dos fluidos. No Laboratório de Pesquisa Naval dos Estados Unidos foi mentor de Jerald Ericksen, problematizando Ericksen a trabalhar sobre o estudo dos sinos d'água.
Nemenyi foi pioneiro na área que ele próprio denominou de abordagem inversa ou semi-inversa, que aplicou análise sobre campo vetorial com o propósito de obter diversas soluções exatas das equações não-lineares da dinâmica dos gases, muitas das quais representam fluxos rotacionais de energia total não-uniforme. Na mecânica do contínuo, o "teorema Nemenyi" prova que, dado qualquer malha de curvas isotérmicas, existe uma família de cinco parâmetros de sistemas de estado plano de tensões para a qual estas curvas são trajetórias de tensão.
Em sua publicação póstuma de 1964, The Main Concepts and Ideas of Fluid Dynamics in their Historical Development, Nemenyi foi um severo crítico do conhecimento inadequado de Isaac Newton sobre a dinâmica dos fluidos. I. Bernard Cohen argumenta que Nemenyi presta atenção insuficiente aos experimentos de Newton. Contudo, Cohen nota que Nemenyi fornece a "mais completa e incisiva análise impressa do trabalho de Newton sobre fluidos, escrita por um mestre óbvio da ciência. Por exemplo, Nemenyi é o único autor que eu encontrei que mostrou a fraqueza da "prova" de Newton no final do Livro 2, que os vórtices contradizem as leis da astronomia.
Os conhecimentos científicos de Nemenyi vão além dos assuntos de suas pesquisas. Ele foi descrito como tendo "interesses e erudição extremamente versáteis". Os interesses e habilidades de Nemenyi envolvem diversas áreas não-científicas. Em 1951 publicou uma crítica do conjunto da Encyclopædia Britannica, e sugeriu melhorias para diversas seções como psicologia e psicanálise.
Nemenyi foi também profundamente interessado sobre filosofia da matemática e educação matemática. Traduziu de David Hilbert e Stephan Cohn-Vossen Anschauliche Geometrie em inglês, com o título Geometry and the Imagination. Clifford Truesdell escreveu que foi Nemenyi o primeiro a lhe ensinar "que a mecânica era algo profundo e belo, além do alcance das escolas de "matemática aplicada" e "mecânica aplicada"".

## Publicações selecionadas
- Adolf Ludin e Paul Nemenyi, Die nordischen Wasserkräfte: Ausbau und wirtschaftliche Ausnutzung. Berlim: Julius Springer, 1930.
- Paul Nemenyi, Wasserbauliche Strömungslehre. Barth Verlag, 1933.
- Paul Nemenyi e Bennie N. Netser, "Relation of the Statistical Theory of Turbulence to Hydraulics", Proceedings of the American Society of Civil Engineers 66 (1940), pp. 967–979.
- Paul Nemenyi e R. Prim. Some geometric properties of plane gas flow. Journal of Mathematics and Physics Volume: 27 Issue: 2 Pages: 130-135 Published: 1948. Cited 14 times according to Science Citation Index. Last cited 1985.
- Paul Nemenyi, "The Main Concepts and Ideas of Fluid Dynamics in their Historical Development", Archive for History of Exact Sciences 2 (1962), pp. 52–86. Publicação póstuma, editada por Clifford Truesdell.

## Obituários
- Science, 29 August 1952, Vol. 116. no. 3009, pp. 215–216
- Journal of the Washington Academy of Sciences 1953, 43, pp. 62–63 [Clifford Truesdell wrote this obituary and the Science obituary, and they are virtually identical.]